# Vicelin
Sankt Vicelin (også Vicelinus, tysk: Vizelin, født 1086, død 12. december 1154) var en tysk biskop i Oldenburg i Hertugdømmet Holsten, der blev betragtet som Holstens apostel.

## Liv og gerning
Vicelin blev født i Hameln omkring 1086. Han blev forældreløs i en tidlig alder og blev opdraget af sin onkel Ludolf, en præst i en nærliggende landsby. Han rejste hemmeligt til Paderborn, hvor han nød hjem og undervisning af Hartmann og snart overgik sine kammerater og bistod ved forvaltningen af katedralens skole.
Vicelin blev kaldt til Bremen for at fungere som lærer og rektor for skolen og blev tilbudt et kannikembede af ærkebiskop Frederik af ærkebispedømmet Hamburg-Bremen. I 1122 drog han muligvis til Laon for at færdiggøre sine studier under Abélard. I 1126 besluttede Vicelin at rejse til Magdeburg for at se Sankt Norbert, der på det tidspunkt var ærkebiskop. Han håbede, at Sankt Norbert ville ordinere ham til præst, og at han kunne begynde missionsarbejde blandt slaverne. Af en eller anden grund mislykkedes denne plan, så Vicelin vendte tilbage til Bremen, hvor biskop Albero ordinerede ham. Hamburg-Bremens ærkebiskop Adalbero sendte ham til polaberne, og i efteråret 1126 gav Henrik, fyrste af obotritterne, ham en kirke i Liubice, nær det sted, hvor senere Lübeck udviklede sig. Ved Henriks død den 22. marts 1127 vendte Vicelin tilbage til Bremen og blev udnævnt til pastor i Wippenthorp. Det gav ham mulighed for at arbejde blandt vagriere og de nærboende obotritter.
Vicelins prædikener samlede skarer af ivrige lyttere, og mange præster støttede ham i at grundlægge det nye kloster (latin: Novum monasterium) i 1127, som blev eponym for Wippenthorp i formen Neumünster. Klostret fulgte Sankt Augustins regler og blev rigeligt begavet af ærkebiskoppen. Krige blandt stammerne i 1137 forårsagede, at missionærerne opgav deres arbejde i to år. Vicelin sendte to præster til Liubice, men med ringe succes. I 1134 grundlagde han et andet kannikeembede på Segeberg.
Nogle år senere etablerede Vicelin et bedehus i Hogersdorf. I Harsefeld gjorde Hamburg-Bremens ærkebiskop Hartwig 1. ham til biskop i Starigard (kaldet Aldinborg af sakserne, nu Oldenburg) i 1149. Der gjorde han meget for den åndelige og timelige velfærd i sit stift. I 1152 blev han ramt af lammelse og led meget herunder i to år, før han døde i Neumünster.

## Veneration
Efter at det augustinske kanon-lovkollegium i 1330 flyttede til Bordesholm, blev hans krop også overført dertil i 1332 og begravet foran hovedalteret. I 1874 havde det lille katolske sogn ved Hameln hans billede indgraveret på en ny klokke. Han er normalt repræsenteret med en kirke hvilende på sin venstre arm; hans minde fejres den 12. december.